# Lijst van markgraven van Saluzzo
Hieronder volgt een lijst van markgraven van Saluzzo.
- 1142 – 1175: Manfred I, sinds 1130 markgraaf van West-Ligurië
- 1175 – 1212: Manfred II
- 1212 – 1218: Bonifatius
- 1218 – 1244: Manfred III
- 1244 – 1296: Thomas I
- 1296 – 1334: Manfred IV
- 1334 – 1336: Frederik I
- 1336 – 1341: Thomas II
- 1341 – 1344: Frederik II
- 1344: Thomas II, opnieuw
- 1344 – 1346: Manfred V
- 1346 – 1357: Thomas II, opnieuw
- 1357 – 1396: Frederik II, opnieuw
- 1396 – 1416: Thomas III
- 1416 – 1475: Lodewijk I
- 1475 – 1504: Lodewijk II
- 1504 – 1528: Michael Anton
- 1528 – 1529: Johan Lodewijk
- 1529 – 1537: Frans Lodewijk
- 1537 – 1548: Johan Gabriel